# Extr@
extr@ ist eine britische Fernsehsprachkursserie, die von Channel 4 produziert wurde und dort von 2002 bis 2004 erstmals ausgestrahlt wurde. Es gibt sie in vier Sprachen: Englisch (Extra English), Französisch (Extra en français), Deutsch (Extra Deutsch) und Spanisch (Extra en español). Der Englischsprachkurs wurde vom italienischen Sender RAI CPTO (Centro di Produzione Rai di Torino) für Rai Educational koproduziert. Autor der Serie ist Louise Clover.

## Plot
Der Englischsprachkurs umfasste 30 Folgen, die anderen drei Sprachversionen hatten jeweils 13 Folgen. Diese 13 Folgen sind in allen vier Sprachversionen nahezu handlungsgleich.
Bridget/Sacha/Sascha/Lola teilt sich mit Annie/An(n)a eine Wohnung in London/Paris/Berlin/Barcelona. Ihr ehemaliger Brieffreund Hector/Sam, der nur über einen sehr grundlegenden Wortschatz der jeweiligen Sprache verfügt, kommt zu Besuch. Ihr Nachbar Nick/Nico/Nic/Pablo findet heraus, dass dieser sehr reich ist. Hectors/Sams Anstrengungen, um die Sprachen zu lernen, sorgen für die entscheidende Dynamik des Sprachkurses. Die Fernsehserie mit komödiantischen Elementen handelt in der Lebenswelt von Jugendlichen und jungen Erwachsenen und wird daher im Schulfernsehen eingesetzt.
Seit der Erstausstrahlung im deutschen Fernsehen im Jahre 2004 auf SWR Fernsehen wurden die Folgen bis 2018 in Rotation wiederholt. Gelegentlich laufen Wiederholungen auf BR-alpha/ARD-alpha, in den dritten Fernsehprogrammen als auch im schweizerischen und österreichischen Fernsehen. Inzwischen haben die vier Sprachversionen der Serie nahezu alle europäischen Länder erreicht. Komplette Videos der Serien sowie deutsches Begleitmaterial sind in einer Mediathek verfügbar.

## Besetzung
| Englisch                       | Französisch                                               | Deutsch                                                   | Spanisch                                                  |
| ------------------------------ | --------------------------------------------------------- | --------------------------------------------------------- | --------------------------------------------------------- |
| Javier Marzan – Hector Romero  | Lawrence Ray (Künstlername von Lars Oostveen) – Sam Scott | Lawrence Ray (Künstlername von Lars Oostveen) – Sam Scott | Lawrence Ray (Künstlername von Lars Oostveen) – Sam Scott |
| Julie Buckfield – Annie Taylor | Marie Cordillot – Annie                                   | Britta Becker – Anna Schmidt                              | Celia Meiras – Ana                                        |
| Abby Simpson – Bridget Evans   | Vanessa Seydoux – Sacha Fontaine                          | Leontine Hass – Sascha Meier                              | Vanessa Otero – Lola Cano                                 |
| Toby Walton – Nick Jessop      | Jean-Felix Callens – Nico Dubois                          | Frank Brunet – Nic Müller                                 | Javier Marzan – Pablo Aranda García                       |

## Folgen
| Folge | Englisch                  | Französisch                | Deutsch                    | Spanisch                 |
| ----- | ------------------------- | -------------------------- | -------------------------- | ------------------------ |
| 1     | Hector’s Arrival          | L'arrivée de Sam           | Sams Ankunft               | La llegada de Sam        |
| 2     | Hector Goes Shopping      | Sam fait du shopping       | Sam geht einkaufen         | Sam va de compras        |
| 3     | Hector Has a Date         | Sam a un rendez-vous       | Sam hat ein Date           | Sam aprende a ligar      |
| 4     | Hector Looks for a Job    | Sam trouve du travail      | Sam sucht einen Job        | Sam busca un trabajo     |
| 5     | A Star Is Born            | Une étoile est née         | Ein Star ist geboren       | Ha nacido una estrella   |
| 6     | Bridget Wins the Lottery  | Le jour du loto            | Lotto Tag                  | El día de la Primitiva   |
| 7     | The Twin                  | La jumelle                 | Der Zwilling               | La gemela                |
| 8     | The Landlady’s Cousin     | La cousine de la concierge | Die Kusine der Vermieterin | La prima de la dueña     |
| 9     | Jobs for the Boys         | Du boulot pour Sam et Nico | Jobs für Nic und Sam       | Trabajos para los chicos |
| 10    | Annie’s Protest           | Annie proteste             | Anna demonstriert          | Ana protesta             |
| 11    | Holiday Time              | Les vacances               | Ferienzeit                 | Tiempo de vacaciones     |
| 12    | Football Crazy            | Fou de foot                | Verrückt nach Fußball      | Fanáticos del fútbol     |
| 13    | A Wedding in the Air      | Un mariage dans l'air      | Hochzeitspläne             | Boda en el aire          |
| 14    | Changes                   |                            |                            |                          |
| 15    | The Bouncer               |                            |                            |                          |
| 16    | Uncle Nick                |                            |                            |                          |
| 17    | Cyber Stress              |                            |                            |                          |
| 18    | Just the Ticket           |                            |                            |                          |
| 19    | Kung Fu Fighting          |                            |                            |                          |
| 20    | Every Dog has its Day     |                            |                            |                          |
| 21    | The Entertainers          |                            |                            |                          |
| 22    | Haunting at Halloween     |                            |                            |                          |
| 23    | Truth or Dare             |                            |                            |                          |
| 24    | Pilot Nick                |                            |                            |                          |
| 25    | Art                       |                            |                            |                          |
| 26    | Alibi                     |                            |                            |                          |
| 27    | Can You Live Without ...? |                            |                            |                          |
| 28    | Christmas                 |                            |                            |                          |
| 29    | Camping                   |                            |                            |                          |
| 30    | Love Hurts                |                            |                            |                          |

Die Episodenbeschreibungen orientieren sich an der englischen Version. Die Handlungen sind in den vier Sprachversionen nahezu gleich. Wortspiele sind wie bei jeder Internationalisierung in der Regel unübersetzbar und bringen leichte Differenzen mit sich.

### Episode 1
Bridget (Sacha, Sascha, Lola) unterhält in London (Paris, Berlin, Barcelona) eine Wohngemeinschaft mit ihrer Freundin Annie (Anna, Ana). Sie erhält einen Brief von ihrem ehemaligen Brieffreund Hector aus Argentinien (Sam aus Amerika), in dem dieser seinen Besuch ankündigt. Als er dann tatsächlich erscheint, stellen sich seine Kenntnisse in der englischen (französischen, deutschen, spanischen) Sprache als sehr dürftig dar. Das führt zu dem Missverständnis, er spiele vermeintlich mit Spielzeugautos und wohne in einem Museum. Zudem trägt er altmodische Kleidung. Die Mädchen zeigen sich davon genervt und fragen sich, ob sie ihn beherbergen sollen. Dem jetzt erscheinenden Nachbarn Nick (Nico, Pablo) empfehlen sie, Hector Englischunterricht zu geben, während sie Lebensmittel einkaufen gehen.
Der eifersüchtige Nick bringt Hector hinterhältigerweise Worte bei, mit denen dieser später ahnungslos Annie böse verarscht. Zudem animiert er Hector, seine Fitness auf Bridgets Heimtrainer zu beweisen, obwohl er weiß, dass diese keine fremden Personen darauf duldet. Da Hektor dabei ins Schwitzen kommt, geht er duschen. Für die heimkehrenden Mädchen ist nun das Maß voll und sie wollen Hector rauswerfen. Als Hector dann nur mit einem Handtuch bekleidet aus der Dusche kommt, sind sie von seinem Körper fasziniert und es verschlägt ihnen die Sprache.
Plötzlich drängt Nick Hector zurück ins Badezimmer und schließt die Tür. Er hat nämlich inzwischen in einem Magazin ein Porträt von Hector und seiner reichen Familie gefunden. Nachdem Hector ihm gesteht, dass er auf der Suche nach wahren Freunden ist, beschließen beide, den Mädchen nichts davon zu erzählen. Inzwischen haben die Mädchen ihrer Meinung geändert und umgarnen Hector. Zudem stellt sich heraus, dass der schlechte Eindruck Hectors auf Nicks Machenschaften beruhte. Da heute zudem ein Feiertag ist, feiern sie eine kleine Party.

### Episode 2
Bridget, Annie und Nick regen sich über Hectors altmodischen Kleidungsstil auf und wollen ihn neu einkleiden. Allerdings gehen ihre Vorstellungen zum neuen Stil sehr auseinander. Nick möchte einen Biker, Annie einen Cowboy und Bridget wünscht einen trendigen Stil. Jeder der drei kauft ein Teil für Hector. Als sie nach Hause kommen, stellen sie fest, dass diese nicht zusammenpassen. Nachdem die drei mit Hector das Einkaufen in der Landessprache geübt haben, zieht er selbst los und kommt erstaunlicherweise kurz darauf in einem modischen Outfit zurück.
Während ihrer Abwesenheit hatte Hector eine Einkaufsliste gefunden und die Waren darauf online bestellt. Bridget, Nick und Annie stellen nun fest, dass er einen Posten falsch bestellt und statt 12 Eier 12 Dutzend davon gekauft hat. Schließlich beschwert sich die Vermieterin, dass 400 Dosen Hundefutter im Hauseingang stehen. Sofort wird klar, wer das vermasselt hat.

### Episode 3
Annie wird bei der Partnersuche von Bridget dominiert. Also versucht sie, im Internet eine Kontaktanzeige aufzugeben, bekommt aber nur drei komplett bizarre Antworten. Der Aufschneider Nick prahlt damit, problemlos Mädels im Internet zu finden.
Bridget gibt Hector Gymnastik-Unterricht, um dann mit Annie zum Fitness-Studio zu gehen. Zuvor beauftragt sie die Jungs, die Wäsche zu waschen und eine Pflanze zu gießen.
Hector erzählt Nick, dass er noch nie eine Freundin hatte. Daraufhin gibt letzterer eine Dating-Anzeige im Internet auf und behauptet, sie beide seien Millionäre, obwohl das tatsächlich nur auf Hector zutrifft. Währenddessen besprüht Hector die Pflanze mit Parfüm, statt sie zu gießen, und legt sein rotes T-Shirt in die weiße, sehr heiß zu waschende Unterwäsche.
Nachdem die Jungs die Wohnung verlassen haben, erhalten sie 633 Antworten auf die Annonce. Das stellen die nun heimkehrenden Mädchen fest. Außerdem finden sie die verblühte und parfümierte Pflanze, die leere Parfümflasche und die vom T-Shirt rot eingefärbte weiße Unterwäsche. Sie sinnen auf Rache und löschen die 633 Mails. Dann gehen sie ins Internet-Cafe, um die Jungs zu einem Date mit zwei Tänzerinnen einzuladen.
Die heimkehrenden Jungs sind enttäuscht, nur eine Antwort erhalten zu haben. Sie freuen sich aber, dass es sich um Tänzerinnen handelt und bereiten sich auf das Date vor. Dabei übt Nick mit Hector, wie man Komplimente macht. Als es zum vereinbarten Zeitpunkt an der Tür klopft, stehen dort zwei als Hunde verkleidete Mädchen. Sie geben zunächst vor, Tänzerinnen in einem Hundemusical zu sein. Nick betont, dass sie Millionäre seien. Bridget und Annie geben sich nun zu erkennen und meinen, dass die „Millionäre“ dann auch für die verwelkte Pflanze und die Unterwäsche bezahlen könnten.